# 2600: The Hacker Quarterly

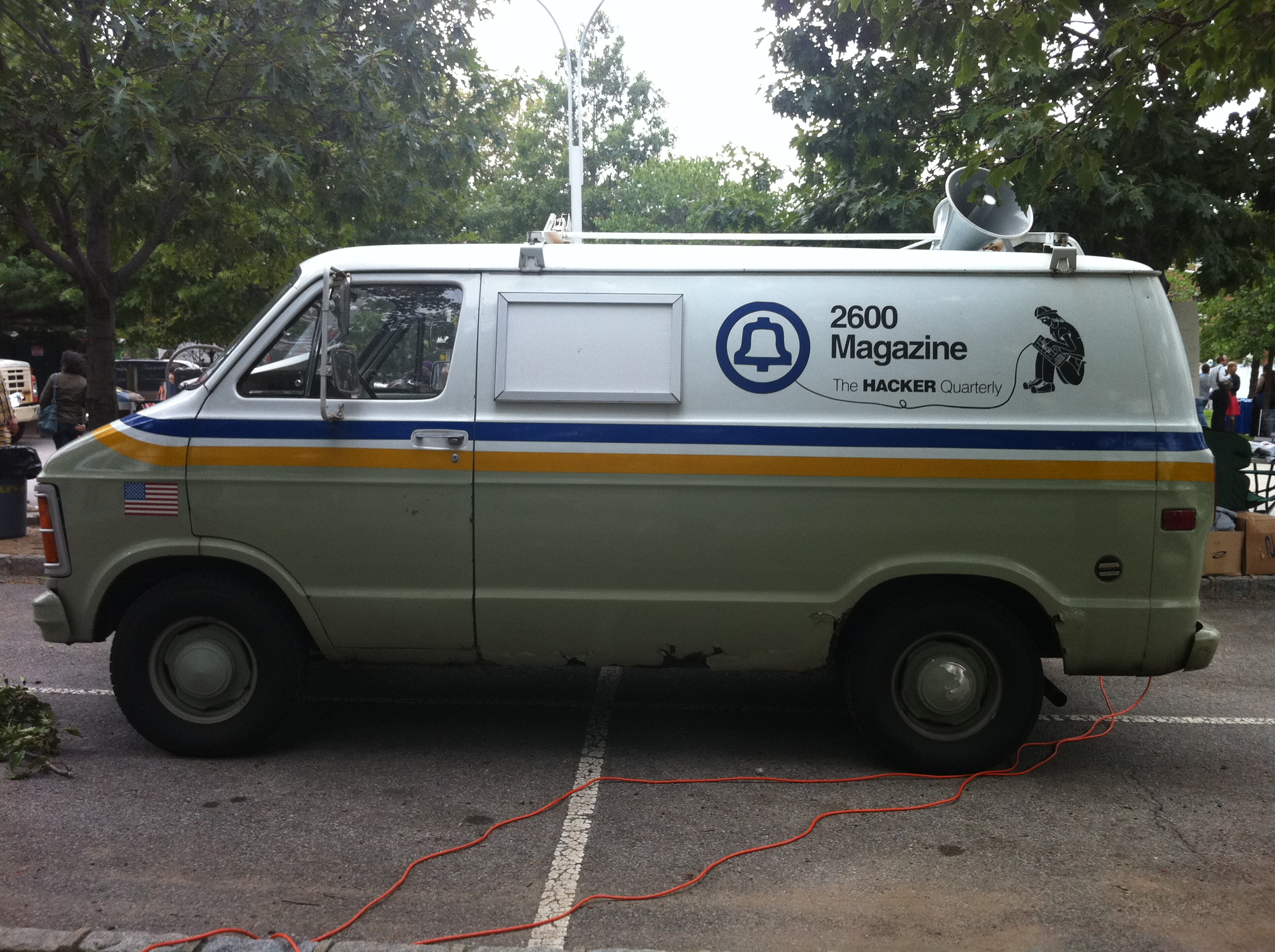
Lastkraftwagen mit Logo und Schriftzug des 2600 Magazine, 2011

Das 2600: The Hacker Quarterly ist eine vierteljährlich erscheinende US-amerikanische Zeitschrift und zählt zu den bedeutendsten Magazinen der Hacking- und Phreakingszene. Sie wurde 1984 von Eric Corley, auch bekannt als Emmanuel Goldstein, ins Leben gerufen und beschäftigt sich primär mit Sicherheitslücken in der Informations- und Kommunikationstechnik. Ihren Namen erhielt die Zeitschrift in Anlehnung an einen in den späten 1960er Jahren von Phreakern verwendeten Ton von 2600 Hz, welcher im Rahmen des Blue Boxing verwendet wurde. Damit konnten im damaligen amerikanischen Telefonsystem kostenlose Telefonate erschlichen werden.
Im Jahr 1999 wurde das Magazin von acht US-Filmstudios wegen Veröffentlichung des DeCSS-Codes unter Berufung auf den Digital Millennium Copyright Act verklagt. Nach einem Aufsehen erregenden Prozess in New York musste 2600 nicht nur DeCSS von ihrer Website entfernen, sondern auch sämtliche Links auf andere Websites, bei denen DeCSS erhältlich war. Die Revision im Jahr 2001 verlor 2600 ebenfalls.
Anlässlich des 10-jährigen Bestehens des Magazins fand 1994 die erste Konferenz der Reihe Hackers on Planet Earth statt. Sie wird im Zweijahrestakt in New York abgehalten und versammelt tausende Computerspezialisten.

## Andere Hacking-Magazine
- Bayrische Hackerpost (1984–1987)
- Die Datenschleuder
- Hack-Tic (1989–1994)
- hakin9
- Phrack
- TAP
- PoC or GTFO